# Piazza della Minerva
Die Piazza della Minerva ist ein Platz im historischen Zentrum Roms, Italien, im Rione Pigna, südöstlich des Pantheon. Direkt an dem Platz steht die Kirche Santa Maria sopra Minerva.
Im antiken Rom stand östlich des Platzes ein Rundtempel der Göttin Minerva. Nach diesem Tempel wurden im Mittelalter der Platz und die Kirche benannt.

## Plan
Die mit den Ziffern 1 bis 5 bezeichneten Bauwerke werden nachfolgend erläutert.

## Bauwerke

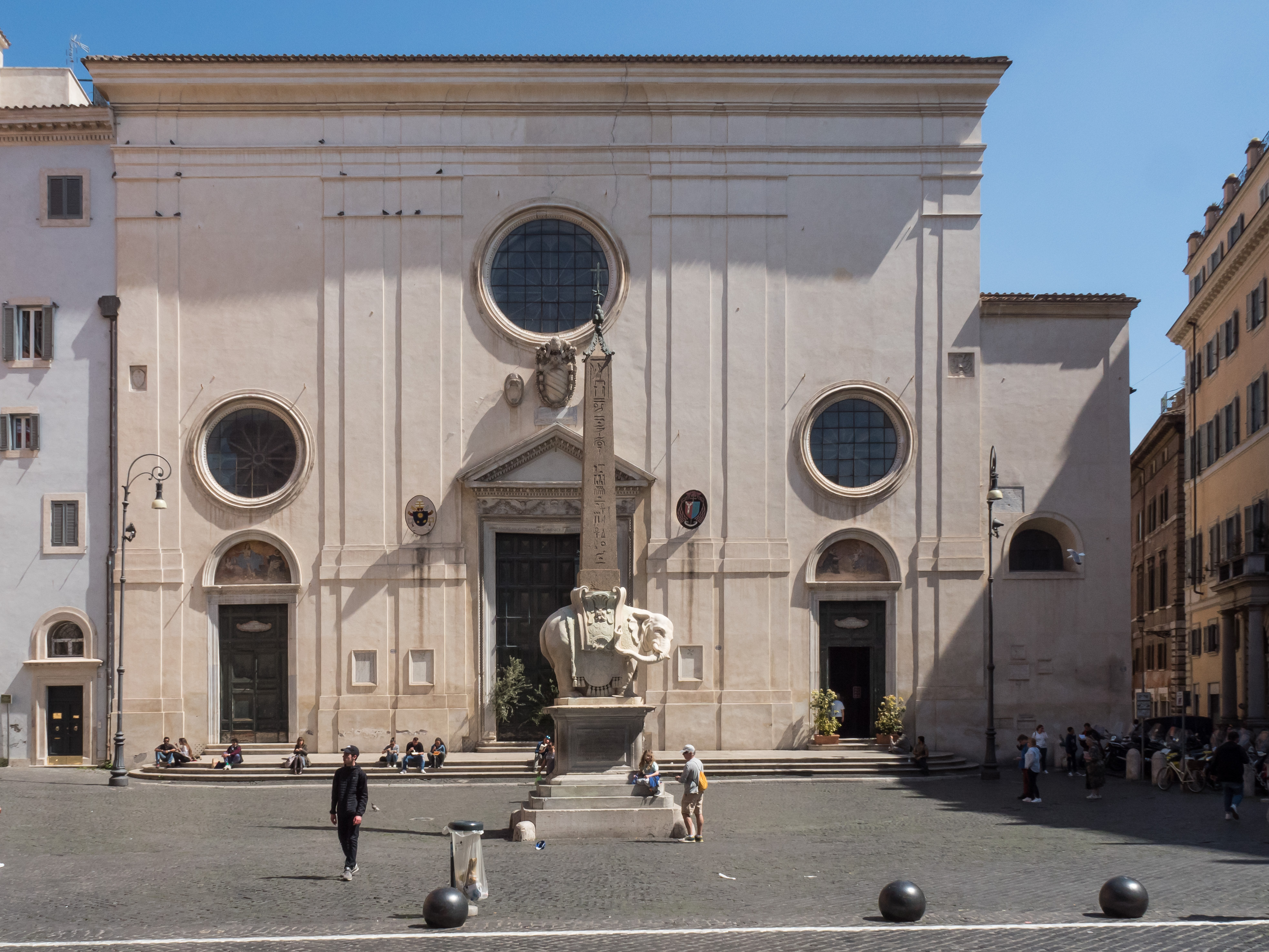
Santa Maria sopra Minerva

### Santa Maria sopra Minerva (1)
Die Kirche Santa Maria sopra Minerva mit ihrer schlichten Fassade dominiert den Platz. Sie ist die einzige gotische Kirche Roms und eine Ordenskirche der Dominikaner. Sie birgt eine Vielzahl von Kunstgegenständen und Grabmale bedeutender Persönlichkeiten; unter anderem ist sie die Grablege von fünf Päpsten. Bereits im 8. Jahrhundert ist an dieser Stelle eine Kirche Santa Maria in Minervio nachgewiesen. Rechts an der Fassade der Seitenkapellen befinden sich die Hochwassermarken des Tiber (Abb.) aus den Jahren 1422 bis 1598 – das Gebiet ist das tiefstgelegene in Rom und war daher immer wieder von Überschwemmungen betroffen.

### Berninis Elefant mit Obelisk (2)

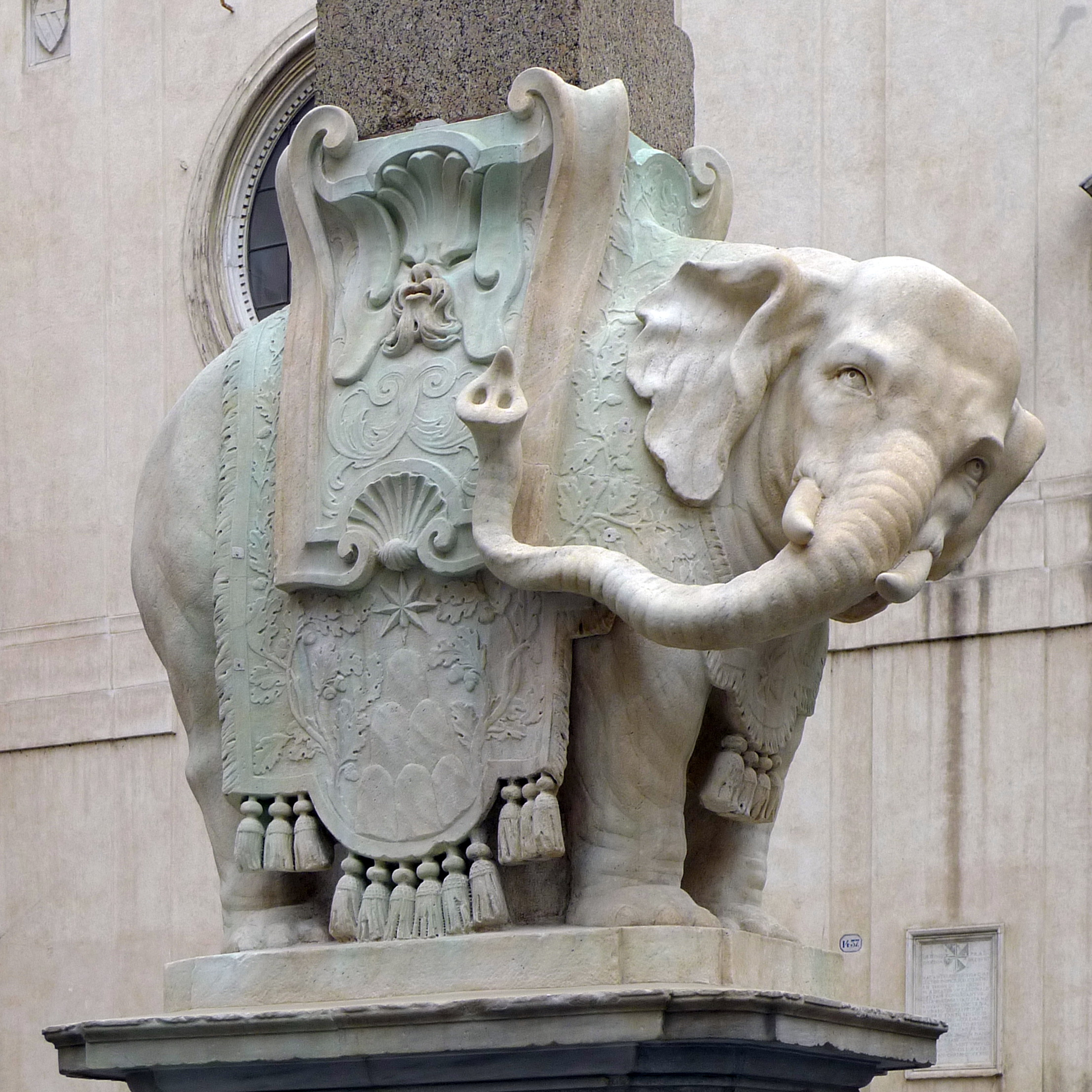
Berninis Elefant

Im Zentrum des Platzes, mit der Rückseite dem Inquisitionsgebäude zugewandt, steht seit 1667 ein kurioses Denkmal: Berninis Elefant. Der Elefant trägt einen der acht altägyptischen Obelisken in Rom, genannt Obelisco della Minerva, nach seinem Fundort im Tempel- bzw. Kirchenareal. Papst Alexander VII. (siehe Inschrift A) beauftragte Gian Lorenzo Bernini mit dem Entwurf der Skulptur, den Ercole Ferrata umsetzte. Das päpstliche Wappen ist an der Basis des Monuments angebracht.
Der Elefant, als altes Symbol für Kraft, Klugheit und Frömmigkeit, sollte jene Tugenden verkörpern, die der wahren christlichen Lehre als Stütze dienen (siehe Inschrift B).

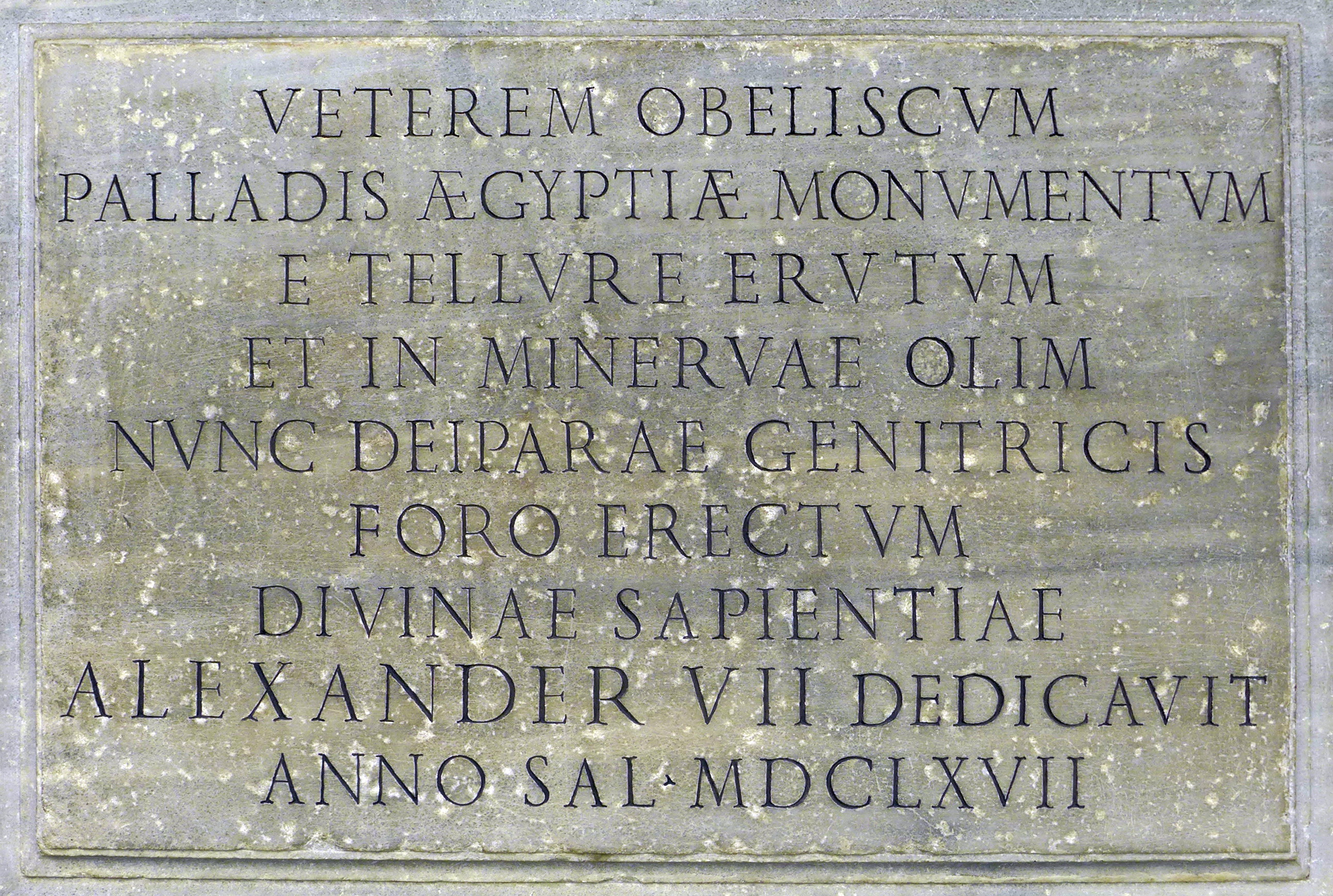
Inschrift A am Sockel
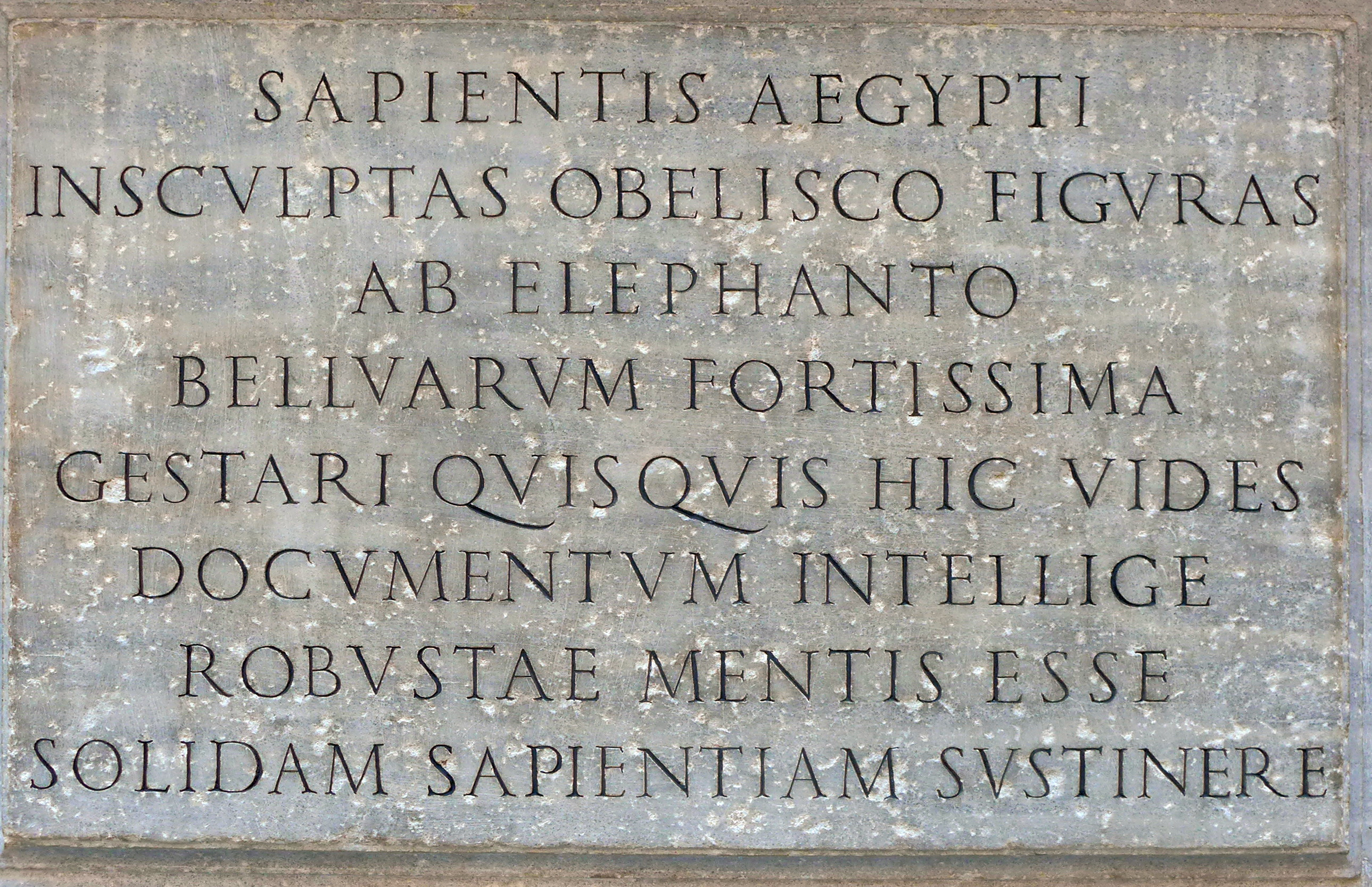
Inschrift B am Sockel

Übersetzung Inschrift A: „Diesen alten Obelisken, ein Denkmal der ägyptischen Pallas [= Isis], aus der Erde gegraben und am Ort, früher der Minerva, nunmehr der gottgleichen Gottesmutter errichtet, hat Alexander VII. der Göttlichen Weisheit geweiht im Jahr des Heils 1667.“
Übersetzung Inschrift B: „Die von den Weisen Ägyptens auf den Obelisken eingemeißelten Zeichen, die du hier siehst; von einem Elefanten, dem stärksten der Tiere getragen, fasse als Beweis auf, dass ein starker Geist gesunde Weisheit stützt.“

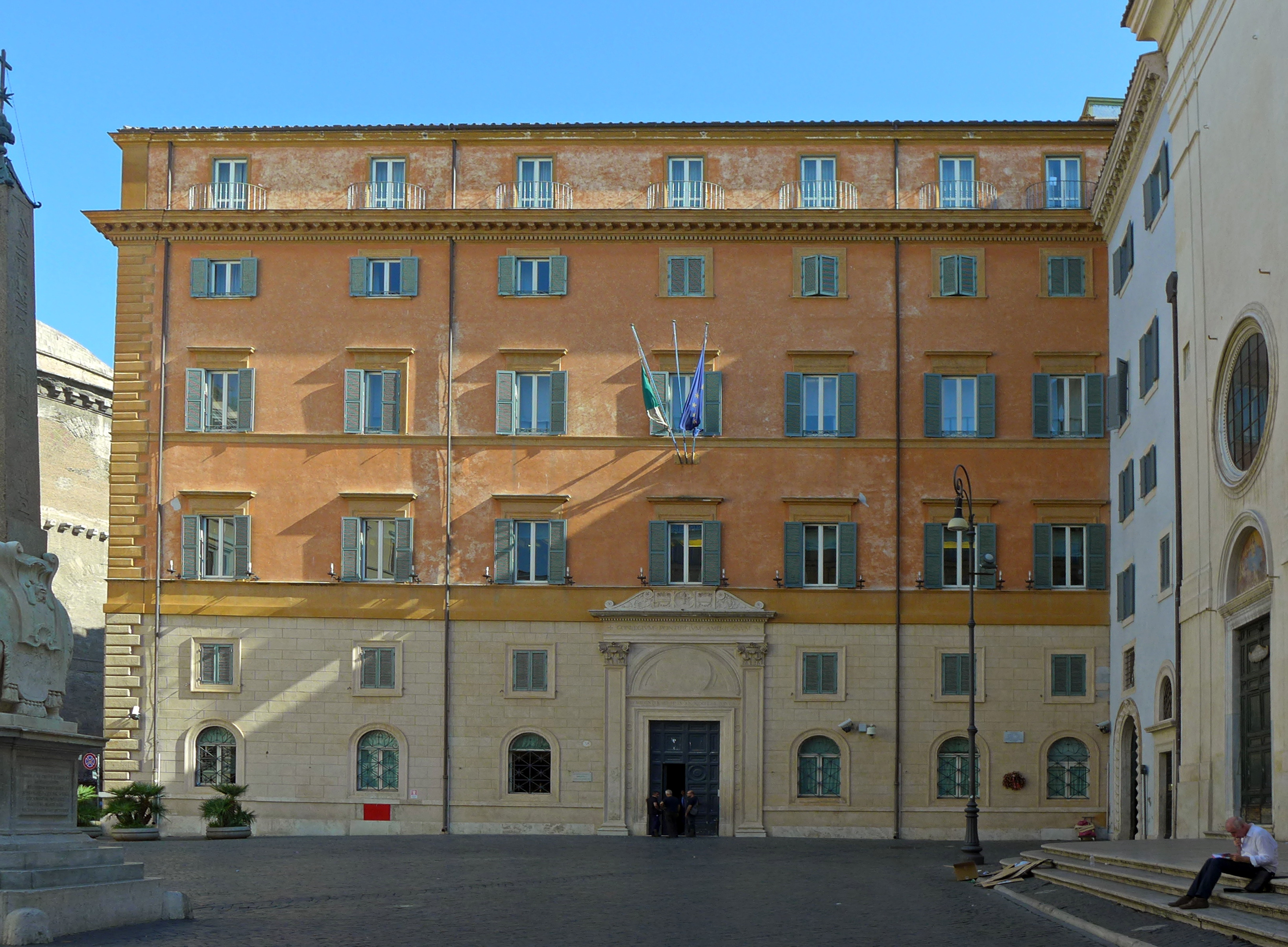
Bibliothek des Italienischen Senats

### Bibliothek des Italienischen Senats (3)
Neben der Kirche entstand im 13. Jahrhundert der Klosterkomplex (casa professa) des Dominikanerordens, der sich mit der Zeit bis zur Via del Seminario und zu der Kirche San Macuto ausdehnte. Seit dem 17. Jahrhundert war das Kloster der Sitz der Römischen Inquisition, der Sacra Congregatio Romanae et universalis Inquisitionis bzw. Congregatio Sancti Officii. Dort wurde Galileo Galilei 1633 der Prozess gemacht.
1870 übernahm der neue Staat Italien die Gebäude, sanierte sie und nutzte sie für das Ministerium für Erziehung und kurze Zeit später für das Ministerium für Post und Telekommunikation. Heute befindet sich darin die Bibliothek des Italienischen Senats, gewidmet dem Historiker und italienischen Politiker Giovanni Spadolini. Der weitgehend restaurierte, angrenzende Kreuzgang ist bis heute im Besitz des Dominikanerordens.

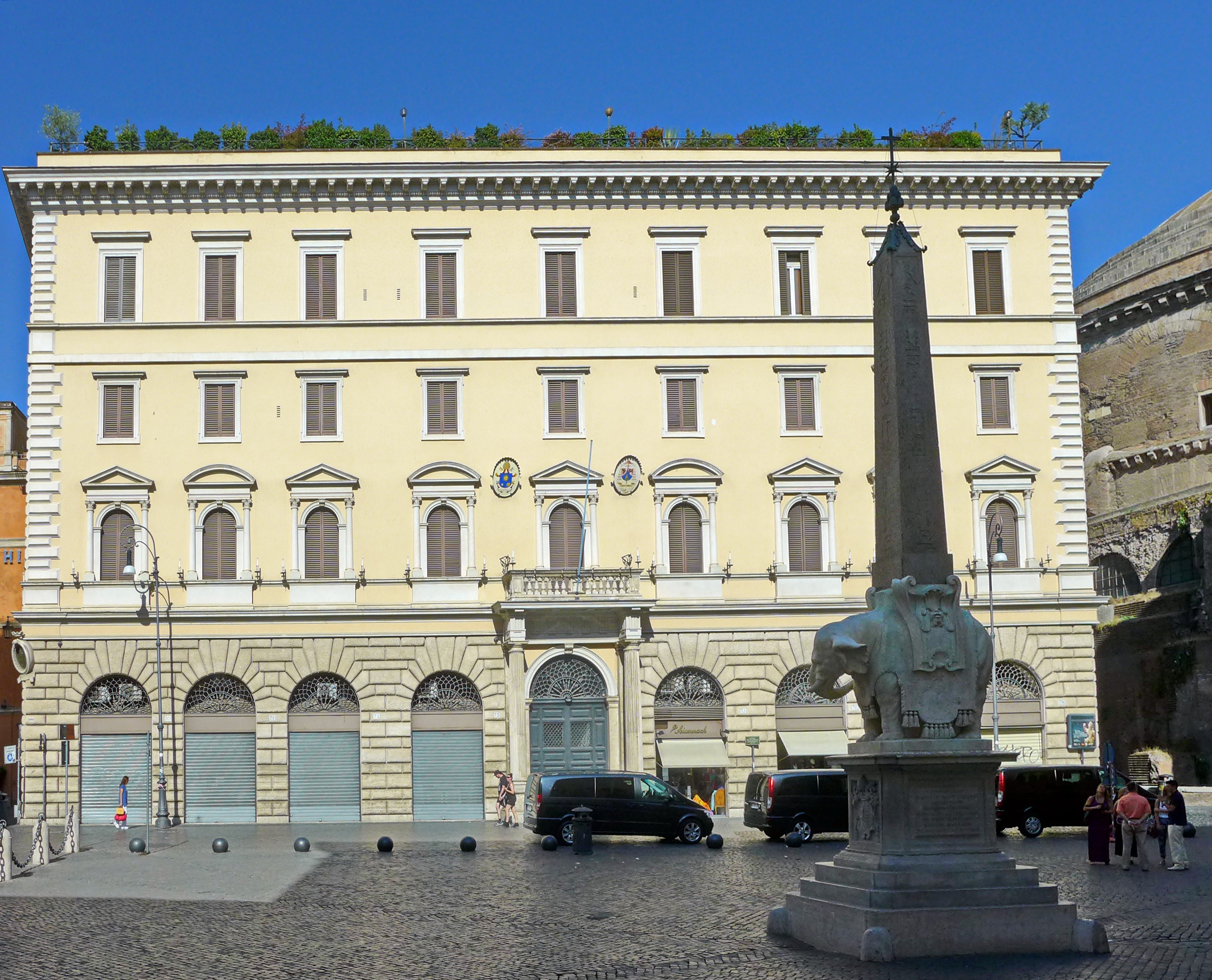
Päpstliche Diplomatenakademie

### Päpstliche Diplomatenakademie (4)
Gegenüber der Kirche ist im Palazzo Severoli seit 1706 die Päpstliche Diplomatenakademie (Pontificia Accademia Ecclesiastica – vormals Accademia dei Nobili Ecclesiastici) beheimatet. Das Gebäude stammt ursprünglich aus dem 14. Jahrhundert und wurde 1878 generalsaniert. In dem Päpstlichen Kolleg werden die Diplomaten des Vatikanstaats ausgebildet.

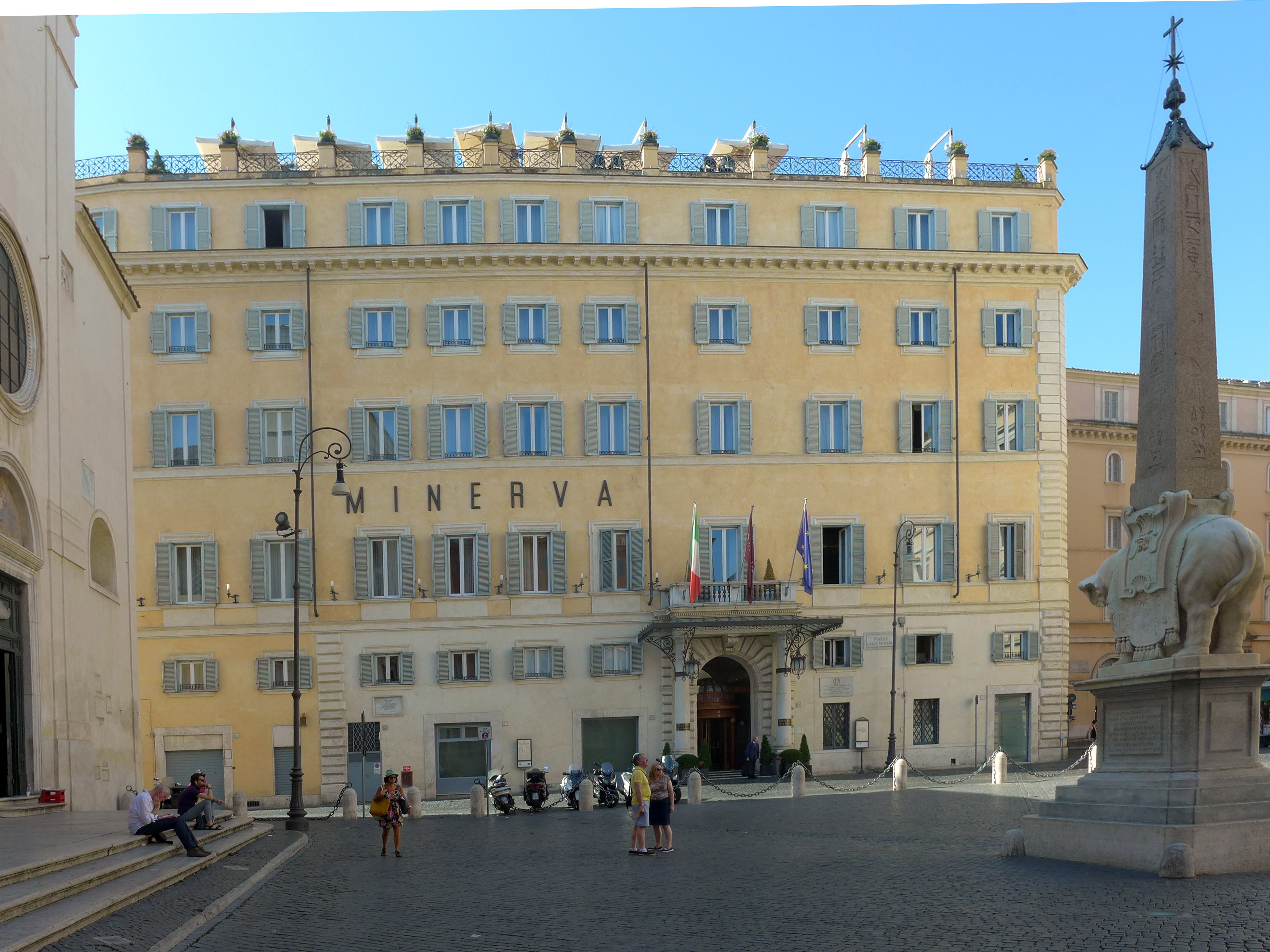
Das Grandhotel Minerva

### Hotel Minerva (5)
Rechts von der Kirche befindet sich der Palazzo Fonseca aus dem 17. Jahrhundert, der ursprünglich den Familien Fonseca, dann den Conti gehört hatte. 1832 wurde der Palazzo zu einem der historischen Hotels Roms, genannt Minerva, umgewandelt. Der erste Hotelbetrieb geht auf den Franzosen Joseph Sauve zurück. Er erwarb Anfang des 19. Jahrhunderts den Palast und machte ihn zu einer Luxus-Herberge. Bereits in einem Hotelverzeichnis von 1855 wird das Hotel Minerva geführt. Unter den illustren Gästen befanden sich unter anderen aus dem Klerus zeitweise Papst Pius IX. und eine Vielzahl von Kardinälen sowie Künstler und Literaten, wie George Sand und Stendhal, dem eine Gedenktafel am Eingang gewidmet ist. Es gab im Hause einst sogar eine Kapelle, in der die Messe gelesen werden konnte. Die letzte grundlegende Umstrukturierung fand 1924 statt.

## Historische Topographie

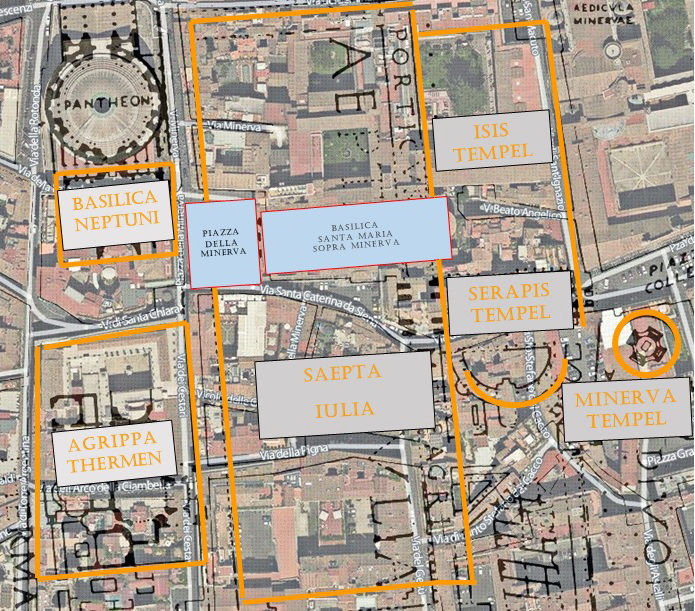
Historische Topographie

Im antiken Rom gehörte der Bereich des heutigen Platzes zum Marsfeld, außerhalb des Pomerium gelegen, wo auch fremde Kulte ihre Tempel errichten durften. Der Feldherr Pompeius Magnus begann die Besiedelung dieses Stadtteils und Kaiser Augustus wählte ihn für die Bauentwicklung und Erneuerung der Stadt aus. Marcus Vipsanius Agrippa ließ dort die Saepta Julia und die Thermen des Agrippa errichten, ferner die Basilika des Neptun, den Portikus der Argonauten und – herausragend – einen Vorläuferbau des heutigen Pantheons. Der Platz und die Basilika Santa Maria sopra Minerva liegen über den Ruinen der Saepta Julia.
An der Platzseite hinter dem Pantheon, wo sich heute die Päpstliche Diplomatenakademie befindet, erstreckte sich vermutlich ein zu den Agrippa-Thermen gehörendes großes Wasserbecken (Stagnum Agrippae). Östlich der Saepta Iulia lagen, hin zur heutigen Kirche Sant’Ignazio, ein Isis-Tempel, ein Serapis-Tempel und ein Rundtempel, den vermutlich Pompeius Magnus der Göttin Minerva Chalcidica weihen ließ.